# Podział administracyjny Opola
Podział administracyjny Opola – Opole jest od 2019 roku podzielone na 13 dzielnic. Podział ten zastąpił poprzedni z 2017 roku, dzielący miasto na 29 dzielnic.

## Dzielnice
| Dzielnica                                                                | Powierzchnia (km²) | Liczba ludności | Gęstość zaludnienia (osób/km²) |        |
| ------------------------------------------------------------------------ | ------------------ | --------------- | ------------------------------ | ------ |
| Dzielnica I Borki, Brzezie, Czarnowąsy, Świerkle                         | 25,5               | 4 902           | 192                            | [ 2 ]  |
| Dzielnica II Krzanowice, Wróblin, Zakrzów                                | 10,9               | 2 777           | 255                            | [ 3 ]  |
| Dzielnica III Chabry                                                     | 3,1                | 7 944           | 2 563                          | [ 4 ]  |
| Dzielnica IV Armii Krajowej                                              | 1,4                | 15 971          | 11 408                         | [ 5 ]  |
| Dzielnica V Gosławice, Malinka                                           | 9,3                | 14 432          | 1 552                          | [ 6 ]  |
| Dzielnica VI Grudzice, Kolonia Gosławicka, Malina                        | 23,0               | 11 015          | 479                            | [ 7 ]  |
| Dzielnica VII Groszowice, Grotowice, Nowa Wieś Królewska                 | 18,6               | 10 697          | 575                            | [ 8 ]  |
| Dzielnica VIII Śródmieście                                               | 2,8                | 17 058          | 6 092                          | [ 9 ]  |
| Dzielnica IX Stare Miasto                                                | 1,8                | 9 914           | 5 508                          | [ 10 ] |
| Dzielnica X Nadodrze                                                     | 3,3                | 5 795           | 1 756                          | [ 11 ] |
| Dzielnica XI Zaodrze                                                     | 2,9                | 11 427          | 3 940                          | [ 12 ] |
| Dzielnica XII Bierkowice, Półwieś, Sławice, Wrzoski                      | 32,1               | 5 639           | 176                            | [ 13 ] |
| Dzielnica XIII Chmielowice, Szczepanowice-Wójtowa Wieś, Winów, Żerkowice | 14,3               | 8 114           | 567                            | [ 14 ] |

## Historia
Przed 1899 rokiem Opole obejmowało obecne Śródmieście, Wyspę Pasiekę oraz część Zaodrza. W kolejnych latach do miasta dołączano poszczególne wsie:
- 1899 – Zakrzów
- 1936 – Półwieś, Szczepanowice
- 1954 – Nowa Wieś Królewska z Wyspą Bolko
- 1956 – Groszowice stają się osiedlem typu miejskiego
- 1961 – Kolonia Gosławicka
- 1965 – Groszowice
- 1974 – Gosławice, Grotowice[15]
- 1975 – Bierkowice, Grudzice, Malina, Wójtowa Wieś, Wróblin
- 1 stycznia 2017 – Borki, część Brzezia, Chmielowice, Czarnowąsy, część Dobrzenia Małego, część Karczowa, Krzanowice, Świerkle, Winów, Wrzoski, Żerkowice.

Opole w 2017 r. powiększyło się o 12 sołectw lub ich części z gmin Komprachcice, Prószków, Dąbrowa oraz Dobrzeń Wielki. Decyzję taką podjęto mimo protestów mieszkańców przyłączanych gmin oraz wyników konsultacji, w których ponad 90% biorących udział wypowiedziało się w tej sprawie negatywnie. Za powiększeniem Opola opowiedziała się za to większość głosujących (57%) mieszkańców Opola (przy frekwencji wynoszącej 6%). Projekt powiększenia Opola popierany był najmocniej przez wnioskodawcę, prezydenta Opola Arkadiusza Wiśniewskiego, oraz Patryka Jakiego, ówczesnego wiceministra sprawiedliwości i posła z województwa opolskiego.

### Dzielnice
18 października 2009 r. odbyły się pierwsze wybory do pilotażowo utworzonych 4 rad dzielnic obejmujących tylko część miasta: Gosławic, Grudzic, Nowej Wsi Królewskiej oraz Zakrzowa. Wybory nie odbyły się w Bierkowicach, gdzie nie zgłosiła się wymagana liczba kandydatów.
W kolejnych latach powoływano kolejne dzielnice działające jako jednostki pomocnicze gminy w oparciu o ustawę o samorządzie gminnym. Według stanu na kwiecień 2015 roku w Opolu powołane zostały rady dziewięciu dzielnic:
- Bierkowice
- Nowa Wieś Królewska
- Gosławice
- Grudzice
- Zakrzów
- Groszowice
- Grotowice
- Szczepanowice-Wójtowa Wieś
- Wróblin

W 2015 roku z inicjatywami formalnego ustanowienia dzielnic i powołania rad dzielnic wystąpili mieszkańcy kolejnych obszarów miasta: Malina, Pasieka, Półwieś, Śródmieście, Zaodrze, Kolonia Gosławicka.
Niepełna mapa dzielnic opublikowana została w 2014 roku w serwisie Urzędu Miasta Opola – uwzględniono na niej 11 dzielnic. W grudniu 2015 roku władze miasta wystąpiły z propozycją podziału miasta na 18 dzielnic; oprócz 9 dotychczas ustanowionych miałyby zostać powołane dzielnice:
- Półwieś
- Pasieka – Przedmieście Odrzańskie
- Śródmieście
- Zaodrze
- Chabry
- Malina
- Osiedle Malinka
- Kolonia Gosławicka
- Armii Krajowej

### Osiedla mieszkaniowe
Przed II wojną istniało w Opolu kilka osiedli domów jednorodzinnych i wielorodzinnych:
- dzielnica generalska – domy jednorodzinne między ul. Nysy Łużyckiej a ul. Andersa
- dzielnica malarzy – domy jednorodzinne między ul. Niemodlińską a Wyczółkowskiego
- Osiedle – zespół domów jednorodzinnych przy ul. Ozimskiej, między ul. Śląską i ul. Pomorską
- zabudowa jedno- i wielorodzinna, obecnie zaliczana do os. Chabrów, w okolicach ul. Tatrzańskiej oraz między torami do Jelcza-Laskowic a ul. Chabrów
- domy wielorodzinne przy ul. Orląt Lwowskich
- osiedle robotnicze w Zakrzowie – między ul. Budowlanych a ul. Ligudy.

W okresie PRL-u budowano w Opolu, podobnie jak w całej Polsce, osiedla bloków wielokondygnacyjnych. Pierwsze 4 wieżowce postawiono przy pl. Konstytucji 3 Maja – rondzie, w połowie lat 60. Równocześnie powstawały czterokondygnacyjne domy przy ul. Tatrzańskiej i Luboszyckiej – pierwsze bloki osiedla Chabrów, a także 4 niskie bloki po południowej stronie ul. Chabrów. Na przełomie lat 60. i 70. zbudowano mieszkania na Zaodrzu – w okolicach ul. Niemodlińskiej i Wojska Polskiego, zabudowywano również osiedle Dambonia (wtedy XXV-lecia PRL). Do połowy lat 70. wybudowane już były bloki po północnej stronie ul. Chabrów; również w latach 70. powstały bloki na pl. Teatralnych (ówczesnym pl. Lenina). W drugiej połowie lat 70. rozpoczęto budowę największego opolskiego blokowiska – osiedla im. „Związku Walki Młodych” (obecnie im. AK), poczynając od budynków przy ul. Grota Roweckiego (wtedy ul. Janka Krasickiego); w II połowie lat 80. budowano Osiedle Malinka. Osiedlami powstałymi w czasach Polski ludowej zarządzały dwie główne spółdzielnie mieszkaniowe:
- Spółdzielnia Mieszkaniowa Lokatorsko-Własnościowa (obecnie bez patrona): osiedle ZWM (późniejsze Armii Krajowej), Osiedle Malinka
- Opolska Spółdzielnia Mieszkaniowa „Przyszłość”: osiedle Chabrów, osiedle Dambonia, budynki w Centrum oraz na Zaodrzu.

W Nowej Wsi Królewskiej budowane są osiedla Arcadia Park, Bolko i Książęce, w Półwsi zabudowywana jest okolica ul. Północnej, powstaje także os. Przylesie i Festival Park. W Kolonii Gosławickiej wznoszone jest Atrium Malinka.

## Inne podziały

### Obręby ewidencyjne
Granice dzielnic nieznacznie różnią się od granic 14 obrębów ewidencyjnych, na które podzielone jest miasto. Granice obrębów odzwierciedlają dawne granice miasta oraz granice poszczególnych wsi przyłączanych do miasta na przestrzeni lat.
| nazwa obrębu ewidencyjnego        | powierzchnia (w km²) |
| --------------------------------- | -------------------- |
| Wróblin                           | 3,26                 |
| Grotowice                         | 3,28                 |
| Szczepanowice                     | 3,93                 |
| Malina                            | 4,85                 |
| Kolonia Gosławicka                | 5,17                 |
| Wójtowa Wieś                      | 5,30                 |
| Bierkowice                        | 5,79                 |
| Zakrzów                           | 7,35                 |
| Nowa Wieś Królewska               | 7,72                 |
| Gosławice                         | 8,96                 |
| Śródmieście (Opole, Opole-Miasto) | 9,25                 |
| Półwieś                           | 9,55                 |
| Groszowice                        | 9,64                 |
| Grudzice                          | 12,34                |

### Obręby geodezyjne
Opole podzielone jest na 26 obrębów geodezyjnych: Bierkowice, Borki, Brzezie, Chmielowice, Czarnowąsy, Dobrzeń Mały, Gosławice, Grotowice, Groszowice, Grudzice, Kolonia Gosławicka, Karczów, Krzanowice, Malina, Nowa Wieś Królewska, Opole, Półwieś, Sławice, Szczepanowice, Świerkle, Winów, Wójtowa Wieś, Wróblin, Wrzoski, Zakrzów, Żerkowice. Część obrębów jest niezamieszkana.